# Karim Laghouag
Karim Florent Laghouag (Roubaix, 4 de agosto de 1975) es un jinete francés que compite en la modalidad de concurso completo.
Participó en tres Juegos Olímpicos de Verano, obteniendo tres medallas en la prueba por equipos, oro en Río de Janeiro 2016 (junto con Thibaut Vallette, Mathieu Lemoine y Astier Nicolas), bronce en Tokio 2020 (con Nicolas Touzaint y Christopher Six) y plata en París 2024 (con Nicolas Touzaint y Stephane Landois).
Ganó tres medallas de bronce en el Campeonato Europeo de Concurso Completo entre los años 2013 y 2023.

## Palmarés internacional
| Juegos Olímpicos   | Juegos Olímpicos          | Juegos Olímpicos  | Juegos Olímpicos |
| Año                | Lugar                     | Medalla           | Categoría        |
| ------------------ | ------------------------- | ----------------- | ---------------- |
| 2016               | Río de Janeiro (Brasil)   | Medalla de oro    | Por equipos      |
| 2020               | Tokio (Japón)             | Medalla de bronce | Por equipos      |
| 2024               | París (Francia)           | Medalla de plata  | Por equipos      |
| Campeonato Europeo |                           |                   |                  |
| Año                | Lugar                     | Medalla           | Categoría        |
| 2013               | Malmö (Suecia)            | Medalla de bronce | Por equipos      |
| 2015               | Blair (Reino Unido)       | Medalla de bronce | Por equipos      |
| 2023               | Le Pin-au-Haras (Francia) | Medalla de bronce | Por equipos      |